# الاستفتاء الكولومبي 1997
الاستفتاء الكولومبي 1997 تم إجراء استفتاء غير رسمي حول «السلام والحياة والحرية» في كولومبيا في 26 أكتوبر 1997، جنبًا إلى جنب مع الانتخابات الإقليمية والمقاطعات. تم تنظيم الاستفتاء كمبادرة خاصة، ولكن تم فرز الأصوات من قبل السلطات الانتخابية.
بينما تمت مقاطعة الاستفتاء والانتخابات في المناطق الريفية بسبب ضغوط جماعات حرب العصابات، صوت الناخبون في المناطق الحضرية بشدة لصالح الاقتراح، حيث أيد أكثر من 90٪ من الناخبين الاقتراح.